# Benoît Perthame
Benoît Perthame (né le 23 juin 1959 en France) est un mathématicien français, qui traite des équations aux dérivées partielles  non linéaires et leurs applications en biologie. Il est professeur à l'université Pierre-et-Marie-Curie et au Laboratoire Jacques-Louis-Lions qu'il dirige.

## Carrière
Perthame a étudié à l'École normale supérieure (ENS) et en 1983, il devient assistant. Il obtient, en 1987, sous la direction de Pierre-Louis Lions sa thèse d'habilitation (thèse d'État),. Sa thèse porte sur les équations aux dérivées partielles non linéaires en théorie du contrôle optimal, en hydrodynamique et en théorie cinétique. 
En 1988, il est professeur à l'université d'Orléans, et depuis 1993, il est professeur à l'université Paris-VI et à l'Institut universitaire de France. De 1997 à 2007, il est au Département de mathématiques et applications de l'ENS (DMA/ENS) et dirige en parallèle le projet Multi-modèles et Méthodes numériques (M3N) de l'Institut national de recherche en informatique et en automatique (INRIA). Depuis 1989, il est le conseiller scientifique de cet organisme et dirige depuis 1998 le Groupe BANG (Analyse numérique de modèles non linéaires pour la biologie et la géophysique).
Entre autres, il s'occupe de modélisation mathématique de chimiotaxie et du mouvement et l'auto-organisation des cellules et de bactéries, des réseaux de neurones, de la croissance de la tumeur et la chimiothérapie, de la croissance et de l'évolution des populations.

## Publications
- Quelques équations de transport apparaissant en biologie., volume 3 des Leçons de mathématiques d'aujourd'hui
- Benoît Perthame, Jeffrey Rauch, Nicole El Karoui et al., Leçons de mathématiques d'aujourd'hui : présentées par Éric Charpentier et Nicolas Nikolski, vol. 3, Paris, Éditions Cassini, coll. « Le Sel et le Fer », 2006n de, 446 p. (ISBN 978-2-8422-5082-9)

## Prix et distinctions
Il a été conférencier invité au Congrès international des mathématiciens en 1994 à Zurich avec une conférence intitulée Kinetic Equations and Hyperbolic Systems of Conservation Laws et il a été sélectionné pour donner une conférence plénière à l'ICM 2014 à Séoul (Some aspects of mathematical tumeur growth and therapy).
En 1989/90, il a reçu le Prix Peccot au Collège de France, en 1992 le prix CISI, en 1994, la médaille d'argent du CNRS et en 1992 le prix Blaise-Pascal de l'Académie des sciences. De 1994 à 1999, il est membre junior puis en 2006, membre senior à l'Institut universitaire de France. En 2013, il reçoit la médaille Blaise-Pascal (de) puis en 2015 le prix Inria de l'Académie des sciences. En 2016, il est élu membre de l'Academia Europaea . Fin 2017, il est élu membre de l'Académie des sciences (France) .
Parmi ses doctorants figure Vincent Calvez.

## Liens
- (en) Site officiel
- Ressources relatives à la recherche :   - Academia Europaea
  - Digital Bibliography & Library Project
  - Fichier central des thèses
  - Institut universitaire de France
  - Mathematical Reviews
  - Mathematics Genealogy Project
  - ORCID
  - Scopus
  - ZbMATH
- Notices d'autorité :   - VIAF
  - ISNI
  - BnF (données)
  - IdRef
  - LCCN
  - GND
  - CiNii
  - Belgique
  - Israël
  - NUKAT
  - Norvège
  - Tchéquie
  - WorldCat
- Collection de photo d'Oberwolfach